# 広島市立五日市中央小学校
広島市立五日市中央小学校（ひろしましりついつかいちちゅうおうしょうがっこう）は、広島県広島市佐伯区五日市中央三丁目にある公立小学校。

## 沿革
- 1983年（昭和58年）4月6日 - 五日市町立五日市小学校より分離され、五日市町立中央小学校設立。
- 1985年（昭和60年）3月20日 - 広島市との合併により、広島市立五日市中央小学校と改称。

## 校区
- 広島市立五日市中学校の校区[1]
  - 五日市中央一丁目〜五日市中央六丁目

## アクセス
- JR山陽本線 五日市駅下車
- 広島電鉄宮島線 広電五日市駅下車